# Jordan Lage
Jordan Lage (* 17. Februar 1963 in Palo Alto, Kalifornien) ist ein US-amerikanischer Schauspieler.

## Leben und Karriere
Jordan Lage stammt aus Palo Alto, im US-Bundesstaat Kalifornien. Er ist eines der Gründungsmitglieder der Atlantic Theater Company. Seit den 1990er-Jahren ist er auch ein Fakultätsmitglied und somit an Trainingsworkshops beteiligt. Mit der Company stand Lage in über 100 Theaterproduktionen auf der Bühne, etwa auch am Broadway und am Off-Broadway. Für seine Leistungen auf der Bühne wurde er 2005 zusammen mit dem Ensemble für einen Drama Desk Award für das Stück Glengarry Glen Ross ausgezeichnet. Zudem ist er Träger eines Barrymore Award.
Neben seiner Bühnentätigkeit ist Lage seit 1988 in Film und Fernsehen aktiv. Seine erste kleine Rolle übernahm er im Film Things Change – Mehr Glück als Verstand. Es folgten kleine Rollen in Homicide – Mordkommission, Der Scout, Let It Be Me, Die unsichtbare Falle, Colin Fitz, Hi-Life in Manhattan, Begegnung des Schicksals, State and Main, Inside a Skinhead, XX/XY, Birth, World Trade Center, Michael Clayton, Der Mann, der niemals lebte oder Salt. Zusammen mit dem Rest der Darsteller wurde Lage 2001 für den Film State and Main mit einem National Board of Review Award für die beste Ensembleleistung ausgezeichnet.
Von 1998 bis 1999 spielte Lage die Rolle des Richie Hanlon in der Serie Oz – Hölle hinter Gittern. Seitdem war er häufig als Gastdarsteller, wie etwa in Future Man, Die Straßen von Philadelphia, Criminal Intent – Verbrechen im Visier, Ugly Betty, Blue Bloods – Crime Scene New York, The Big C, Damages – Im Netz der Macht, Person of Interest, Elementary, Nurse Jackie, Boardwalk Empire, The Blacklist, Taken – Die Zeit ist dein Feind, Billions oder Better Call Saul. Zunehmend übernimmt er auch größere Nebenrollen in Serien. Etwa als Mr. Clusky in The Path, als General Kohl in Madam Secretary oder als Commissioner in The Looming Tower.
Neben seiner Schauspieltätigkeit leiht Lage auch hin und wieder Videospielfiguren, etwa in Conflict: Vietnam oder Red Dead Redemption, seine Stimme.

## Filmografie (Auswahl)
- 1988: Things Change – Mehr Glück als Verstand (Things Change)
- 1989: Great Performances (Fernsehserie, eine Episode)
- 1991: Homicide – Mordkommission (Homicide)
- 1994: Der Scout (The Scout)
- 1994: New York Undercover (Fernsehserie, Episode 1x07)
- 1995: Let It Be Me
- 1997: Die unsichtbare Falle (The Spanish Prisoner)
- 1997: Colin Fitz
- 1998: Trinity (Fernsehserie, Episode 1x01)
- 1998: Hi-Life in Manhattan (Hi-Life)
- 1998–1999: Oz – Hölle hinter Gittern (Oz, Fernsehserie, 7 Episoden)
- 1999: Begegnung des Schicksals (Random Hearts)
- 2000: Future Man (Fernsehserie, Episode 1x18)
- 2000: State and Main
- 2000, 2014: Law & Order: Special Victims Unit (Fernsehserie, 2 Episoden)
- 2001: Inside a Skinhead (The Believer)
- 2002: XX/XY
- 2002, 2005: Criminal Intent – Verbrechen im Visier (Criminal Intent, Fernsehserie, 2 Episoden)
- 2003: Die Straßen von Philadelphia (The Streets of Philadelphia, Fernsehserie, Episode 2x06)
- 2004: Birth
- 2005: Lustre
- 2005: La fiesta del chivo
- 2005: Confess
- 2006: World Trade Center
- 2006–2007: Jung und Leidenschaftlich – Wie das Leben so spielt (As the World Turns, Fernsehserie, 6 Episoden)
- 2007: Michael Clayton
- 2007: Turn the River
- 2008: Choke – Der Simulant (Choke)
- 2008: Der Mann, der niemals lebte (Body of Lies)
- 2008: Ugly Betty (Fernsehserie, Episode 3x06)
- 2009: Frame of Mind
- 2010: Ein Leben für den Tod (You Don’t Know Jack)
- 2010: Salt
- 2011: Blue Bloods – Crime Scene New York (Blue Bloods, Fernsehserie, Episode 1x22)
- 2011: The Big C (Fernsehserie, Episode 2x05)
- 2011: Damages – Im Netz der Macht (Damages, Fernsehserie, 2 Episoden)
- 2013: Person of Interest (Fernsehserie, Episode 2x22)
- 2013: Good Wife (The Good Wife, Fernsehserie, Episode 5x03)
- 2013: Elementary (Fernsehserie, Episode 2x10)
- 2014: Nurse Jackie (Fernsehserie, Episode 6x01)
- 2014: Boardwalk Empire (Fernsehserie, 4 Episoden)
- 2014, 2021: The Blacklist (Fernsehserie, 2 Episoden)
- 2015: One More Time
- 2015: The Girl in the Book
- 2015: Good Friday
- 2015–2019: Madam Secretary (Fernsehserie, 9 Episoden)
- 2016: Madoff – Der 50-Milliarden Dollar Betrug (Madoff, Miniserie, 4 Episoden)
- 2016–2017: The Path (Fernsehserie, 6 Episoden)
- 2017: Taken – Die Zeit ist dein Feind (Taken, Fernsehserie, Episode 1x07)
- 2017: Good Bones
- 2018: Billions (Fernsehserie, Episode 3x04)
- 2018: The Looming Tower (Miniserie, 6 Episoden)
- 2018: Better Call Saul (Fernsehserie, Episode 4x01)
- 2020: Tommy (Fernsehserie, Episode 1x02)
- 2020: Good Friday
- 2021: FBI (Fernsehserie, Episode 3x09)
- 2021: The Equalizer (Fernsehserie, Episode 1x08)
- 2021: Succession (Fernsehserie, 3 Episoden)
- 2021: Dickinson (Fernsehserie, Episode 3x06)
- 2022: New Amsterdam (Fernsehserie, Episode 5x07)
- 2023: American Horror Stories (Fernsehserie, Episode 3x02)